# Histoire des singes et autres animaux curieux
 (septembre 2015).
 (septembre 2015).
Histoire des singes et autres animaux curieux est un ouvrage de Pons Augustin Alletz publié en 1752.

## Résumé
En Sierra Leone, les baris[Quoi ?], bien élevés[pas clair], rendent autant de services que les esclaves. C'est dans la Côte-de-l'Or (Ghana) que les singes sont les plus nombreux. Au Congo, les orang-outans sont appelés hommes sauvages. Les éléphants perdent leurs dents tous les trois ans et ont donné son nom à la Côte d'Ivoire. Ceux de Guinée courent plus vite que des chevaux. Les castors ont les pattes arrière palmées. Ils regardent la direction du vent avant d'abattre un arbre.